# 291 a.C.

## Eventos
- Lúcio Postúmio Megelo, pela terceira vez, e Caio Júnio Bubulco Bruto, cônsules romanos.
- Final do reinado do Imperador Koan , 6º Imperador do Japão
- Início do reinado do Imperador Korei , 7º Imperador do Japão